# 紅葉谷川庭園砂防施設
紅葉谷川庭園砂防施設（もみじだにがわていえんさぼうしせつ）は、広島県廿日市市の厳島（宮島）内を流れる、砂防指定地紅葉谷川にある砂防施設である。
厳島神社背後の弥山を流れる紅葉谷川で枕崎台風により土石流災害が発生し、文部省事業「史跡名勝厳島災害復旧工事」により、1950年（昭和25年）に竣工した。国の重要文化財、国重文指定区間周辺はほぼ紅葉谷公園になる。
庭園砂防とはこの施設整備の際に作られた言葉で、砂防工に造園技術を加えて日本庭園の美を現出したものを意味する。太平洋戦争終戦後の混乱期に、国と県そしてGHQが連携し、神社一帯の文化財の災害復旧工事として進められた。関係者で工事委員会が結成され庭園砂防の趣意を決定、流出した岩石を傷つけず、樹木を一本も伐採せず、人工的なものを人の目に触れない工夫がされた。設計は広島県土木部、施工は庭師が担当した。
「紅葉谷川庭園砂防」で、昭和62年度手づくり郷土賞（水辺の風物詩）受賞。平成17年度には同賞大賞受賞。
日本では景観緑三法施行以降、景観に配慮した公共工事が進められているが、紅葉谷はその先駆的事例にあたる。国内のみならず海外の技術者にも評価されており、現在でも水辺環境整備の方法に影響を与えている。
本項では西隣の白糸川含め弥山からの土石流被災と復旧についても記す。

## 文化財

### 重要文化財
建造物
- 紅葉谷川庭園砂防施設 1所

令和2年（2020年）国の重要文化財に指定。西海橋とともに戦後に整備された土木施設としては初の国重文指定となった。
この川は、源流から厳島神社裏手までを「紅葉谷川」、神社裏手から河口までを「御手洗川」と呼ばれている。源流から河口までは約2.6 km、流域面積1.19 km2 。砂防施設は、下流部の流路工・床止工・砂防堰堤からなる庭園砂防と呼ばれる区間1,392mと、上流部の通常タイプの砂防堰堤16基の区間からなる。うち重文指定区間は以下の通り。
- 重文指定区間 : 688m [2]
  - うち砂防堰堤5基（第一号から第五号堰堤）[2]
  - 所有・管理は、第一号堰堤より上流が広島県、下流が廿日市市[2]。

また厳島は全島域が何らかの文化財保護あるいは環境保護法令で登録・指定されている。以下紅葉谷川整備にあたり関係してくる法令を列挙する。
| - 砂防法 - 砂防指定地「紅葉谷川」 - 森林法 - 風致保安林 - 世界遺産条約 - 文化遺産「厳島神社」 - 文化財保護法 - 天然記念物「彌山原始林」 - 特別史跡及び特別名勝「厳島」 - 自然公園法 - 国立公園「瀬戸内海国立公園」 - 特別地域「宮島」 - 特別保護地区「宮島」 | - 都市計画法 - 都市計画区域「宮島都市計画区域」 - 風致地区「厳島」 - 都市公園法 - 都市公園「宮島公園」 - 狩猟法 - 「宮島鳥獣保護区」 - 「弥山特別保護地区」 - 土砂災害防止法 |

## 沿革

### 背景
厳島は面積約30km2、島の周囲約30kmの細長い島である。主峰は弥山529.8mで、標高400から500mの山が連なる。平均勾配は19.5度とほぼ急傾斜地であり、滝や断崖絶壁が各所で見られる。全島が花崗岩で形成され、表層はその風化残留土であるまさ土で覆われている。この土は流水で簡単に崩れやすく、勢いを増していくと山崩れから土石流へ、更に発達すると巨石を伴って威力を増していく。厳島神社周辺は、弥山から流れる川が扇状地を作り、海流が砂を運び砂浜を作ったことで形成された。
古来人々は弥山を主峰とする島を自然崇拝の対象とし、弥山から流れる川の河口に開かれた砂浜は遥拝するための場所であったと考えられている。そこに厳島神が祀られ神社が創建、島自体が神格化された。以降、島に住むのは内侍（巫女）のみで社家や供僧は対岸に居住していたが、参拝人および商人が大勢集まるようになった1300年代に島内に居を移した。そこから島の俗化、門前町・商家町が形成され更に海上交通の要衝・交易港町として発達した。
鎌倉時代に成立した『撰集抄』に「東の野に清き流れあり ミたらひといふとかけり」とある。天保13年（1842年）刊『嚴島圖會』によると、御手洗川は紅葉谷を源とし、また御霊川ともいい、昔は川水を神供に用いていた。御霊川の名は戦国時代後期の文献にあり、紅葉谷は江戸時代に上流の谷に紅葉の苗木が植えられるなど開発されたことが起源である。つまり、この川は元々上流側も御手洗川といい、戦国期より前に御霊川の別名が付けられ、江戸期に上流で紅葉谷の名がついた。そこから近代から現代にかけて上流部が紅葉谷川、下流部が御手洗川の名で定着していった。
明治7年（1874年）厳島神社周辺地域は厳島公園となり、大正期に本多静六による厳島公園改良案を元に整備が行われた。そこへ史蹟名勝天然紀念物保存法が施行され大正12年（1923年）史蹟名勝「厳島」指定、昭和4年（1929年）天然記念物「彌山原始林」指定され、地形・植生・景観の改変に厳しい規制がかかることになる。

### 土砂災害
厳島神社はその立地から、海から大風・高潮災害、山から土砂災害、そして火災や厳島の戦いなどの戦災と様々な災害に遭遇してきた。にもかかわらず神社は豪族・士族・貴族などパトロン、商人・参拝者の寄進により復旧を可能にしてきた歴史を持ち、近代以降は国の文化財を守るという思想のもと行政が介入している。
大きな土砂災害は文献記録に残るもので3回、200年に1度起こっている。
天文10年（1541年）紅葉谷川での土石流
梅雨期の大雨により御手洗川（紅葉谷川）で土石流が発生、境内に土砂が流れ込んだ。明治43年（1910年）刊『厳島誌』には「・・・本地堂ともいふ、『房顯記』に、天文十年五月洪水にて山河崩れ、社頭砂利に埋もれたることありて、この堂は天正九年八月に至りて造營成りたりとあり、今は無し・・・」とある。
天文24年（1555年）厳島の戦いに勝利し掌握した毛利元就によって荒廃した社殿の修繕が行われた。ここで御手洗川は神社境内を河口としていた流路を、神社の裏手を通り神社の西へと大きく付け替える工事がなされた。
元文元年（1736年）白糸川沿いでの土石流
社殿が土砂で埋まる。
『厳島誌』には「・・・神社の後方を流るる御手洗川の河口を『藝藩通志』に、「今その川すそは長き松原なり、これは元文元年、新たに沙地を高くして植る所なり、俗これを築出といひ、又新松原と呼ぶ」・・・」とある。寛保3年（1743年）広島城下の商人4人が残土を用いて西の松原に50丈（約150m）の堤防（導流堤）を整備し、108基の石灯籠が据えられた。
| 300 m ← 西の松原 青矢印が旧流路、赤矢印が現行。 |

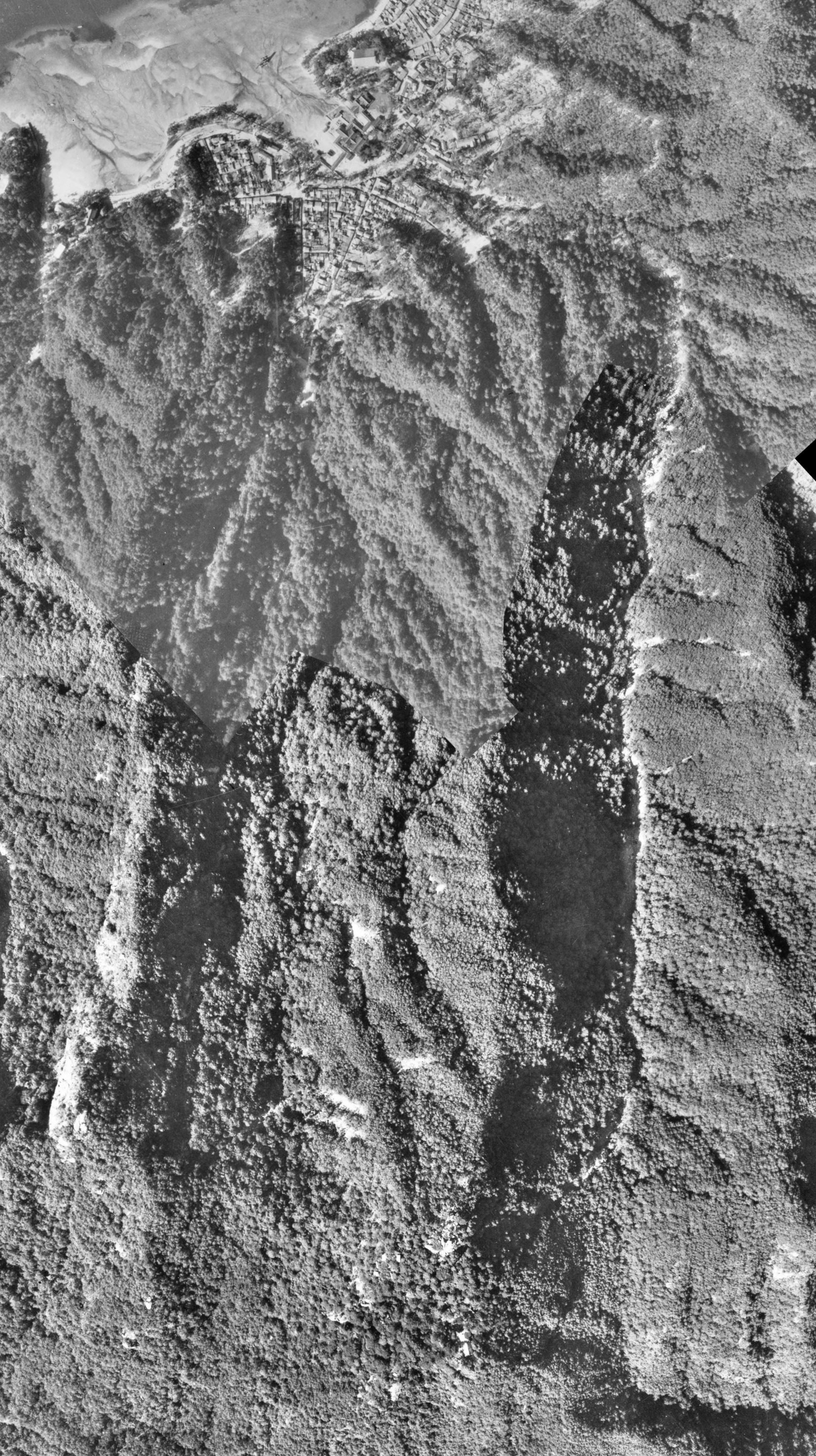
1947年米軍撮影。被災後、整備前にあたる。境内に土砂が流入している。西の松原は現在よりも小さい。

近代、紅葉谷川・白糸川両方とも砂防工事が施されており、1945年時点で両川上流にいくつか砂防堰堤があった。
昭和20年（1945年）枕崎台風による土石流
1945年8月15日太平洋戦争終戦、同年9月17日夜枕崎台風が広島県を襲う。この台風で広島県全体で数百年に一度の大水害が発生した。
厳島においては紅葉谷川・白糸川ともに土砂災害が発生した。当時の記録によると「紅葉谷川は、弥山（標高529.8m）の7合目から山津波を起こし、白糸川は弥山登山口辺りから崩壊し、濁流と化した土砂は、神社四方裏手に押し寄せ、天神社、長橋、揚水橋及び平舞台並びに廻廊の一部を流出するとともに神社の床下は、18,000m3余りにも及ぶ土砂にて埋没した」とある。
紅葉谷川は、河床が花崗岩の基盤で形成され、年毎に崩れる土砂・石によって川幅自体が狭められ樹木が茂っていた。源流で山崩れが起き3,000m3程度流出したが、川に並行する登山道に降雨が流れ込んだためそこから山崩れを生じ、山崩れから成長した土石流が樹木や石を巻きこみ、河床の岩盤は石の樋のようになり土石流の流下速度を上げ破壊力を高め、途中にあった堰堤・家屋を次々と破壊、筋違橋でせき止められたことにより神社側に流下しそのいくつかを破壊した。
不幸中の幸いだったのが軽石が境内に流入しなかったことであり、本殿・拝殿など主要なものは壊滅的な被害にまでは至らなかった。

### 復旧に向けて
枕崎台風災害からの復旧に向けて、関係者は政府機関への陳情に東奔西走した。しかし終戦直後の状況下で困難を極めた。1946年11月国会（最後の帝国議会）において團伊能貴族院議員が「先年の洪水に依つて土砂に埋もれました嚴島神社の社殿の如きは、未だに其の儘抛つてある事實を諸君も御存じの方もあるかと存じます」と当時の状況を嘆いている。つまり災害から1年以上たってもまともに土砂撤去すら行われていなかったことになる。
ここでGHQ/SCAPのCIE美術記念物課チャールズ・ギャラガ―が登場する。ギャラガーは着任早々全国の神社を視察、そして1946年11月16日宮島を視察するとその惨状を嘆き、その場で関係者に復旧にかかる費用試算を指示した。
同1946年12月7日、厳島神社野坂元定宮司の名で「厳島神社風水害復旧整備に関する嘆願の件」がギャラガーに送られた。この中で、神社の復旧費として74万4,210円、土砂撤去費として90万円が示されており、土砂撤去のほうが大きな問題であった。翌1947年7月18日、楠瀬常猪県知事・宮郷忠兵衛厳島町長（当時）・野坂宮司の連名で“Restoration of Damaged Itsukushima Isle and Itsukushima Shrine”がギャラガーに送られた。これに紅葉谷川も含む周辺河川の砂防工事に関する予備設計の図面とその予算書が添付された。同年8月「廣島縣厳島町の災害復旧工事に関する請願」を国会（いわゆる第1回国会）に提出し、復旧に向けて具体化していった。
1947年12月15日、ギャラガーは野坂宮司に返書を送る。この中で、経済安定本部や文部省の反応として、当年度予算では困難であるが翌1948年度で文部省が予算獲得に好感触を示していることが書かれていた。これらのことからGHQ（ギャラガー）は復旧に向けて日本政府関係者に積極的に働きかけていたと言われている。
そして1948年文部省の史蹟名勝災害復旧事業として、紅葉谷川含めた厳島神社周辺の復旧工事が決定した。

### 庭園砂防
地元宮島町民は景観に優れ歴史的にも重要な史跡名勝としての復旧を強く望み、これに県の防災担当や文部省も同調した。そこで、文部省（現文化庁）・県・町の各職員、厳島神社関係者、国・県会議員、学識経験者による「史蹟名勝厳島災害復旧工事委員会」が結成された。ここで史蹟名勝にふさわしい工事となるよう、あわせて砂防施設として適切に機能するよう、総合的意見を具申し事業の円滑な遂行が図られた。その中で「庭園砂防」という方針と、工事にあたり指針となる｢岩石公園築造趣意書」が作られた。
| 委員長   | 中津井真   | 県会議員                 |
| 副委員長 | 土井弘     | 県会文教委員長           |
| 副委員長 | 宮郷忠兵衛 | 宮島町長                 |
| 常任委員 | 梶川裕     | 県教育長                 |
| 常任委員 | 飯田一實   | 県土木部長               |
| 常任委員 | 野坂元定   | 厳島神社宮司             |
| 常任委員 | 岩村平助   | 宮島町土木委員長         |
| 委員     | 犬丸秀雄   | 文化財保護委員会保存部長 |
| 委員     | 吉永義信   | 博士（造園、東大講師）   |
| 委員     | 堀川芳雄   | 博士（植物、文理大教授） |
| 委員     | 今村外治   | 博士（地質、文理大教授） |
| 委員     | 山中忠     | 宮島町会議長             |
| 委員     | 佐伯好郎   | 博士（言語）             |
| 顧問     | 松本瀧藏   | 代議士                   |
| 顧問     | 山本久雄   | 代議士                   |
| 顧問     | 檜山袖四郎 | 県会議長                 |

| 幹事 | 岩田正一   | 県社会教育課長                   |
| 幹事 | 坂田静雄   | 県砂防課長                       |
| 幹事 | 下島定夫   | 県計画課長                       |
| 幹事 | 岡本余所兒 | 県廿日市土木出張所長             |
| 幹事 | 平野勝     | 宮島長助役                       |
| 幹事 | 田島仲康   | 厳島神社権宮司                   |
| 幹事 | 角張繁市   | 県佐伯地方事務所長               |
| 書紀 | 原田武之進 | 県社会教育課                     |
| 書紀 | 高田庭和亀 | 県砂防課                         |
| 書紀 | 菊竹倉二   | 県計画課                         |
| 書紀 | 藤岡勝     | 宮島町                           |
| 書紀 | 岡田貞次郎 | 厳島神社                         |
| 書紀 | 正木勝一   | 県廿日市土木出張所工務課長       |
| 書紀 | 福永要三   | 史蹟名勝厳島災害復旧工事事務所長 |

造園と砂防を両立させるノウハウは当時誰も持ち合わせていなかった。その工夫のため日光・鎌倉・京都・長野・九州などで日本庭園づくりを見学して参考にし、折下吉延や丹羽鼎三ら学識経験者をアドバイザーとして招いた。全体像は県土木砂防課長の坂田静雄ら県の技術者が担当、設計図面とともに春と秋のイメージ図を作成し完成イメージを工事関係者の中で共有化していった。
- 48年度 : 紅葉谷川下流250m-[11]
- 49年度 : 紅葉谷川中流570m-[11]
- 50年度 : 白糸川下流153m[11]
- （51年度:紅葉谷川上流-）[34]

工事の特異性と文部省の特別な要請により、1948年8月15日（終戦の日）に工事事務所開きをする。
まず最初に神社に堆積する土砂18,000m3を撤去し、過去の災害と同様に有之浦・大元浦を埋め立て西の松原延伸に当てられた。そして紅葉谷川下流部から庭園砂防工事が進められた。工事現場は地元広島の日本庭園の庭師が担当し、県の技術者が確認しながら、折下や丹羽らの指導を交えつつ、石の配置を現地で一つずつ確認しながら施工を進めていった。傷つけない・割らない前提での巨石の運搬は、「かぐらさん」という造園装置を用いて人力で移送させている。
3カ年工事のうち2カ年で紅葉谷川の、最後の1950年度で白糸川での砂防構築が行われ、年度末にあたる1951年3月に竣工した。なお委員会設置から趣意書作成し3カ年工事竣工まで流れは、枕崎台風災害による復旧工事すべてではなく、あくまで庭園砂防に関する部分のみになる。

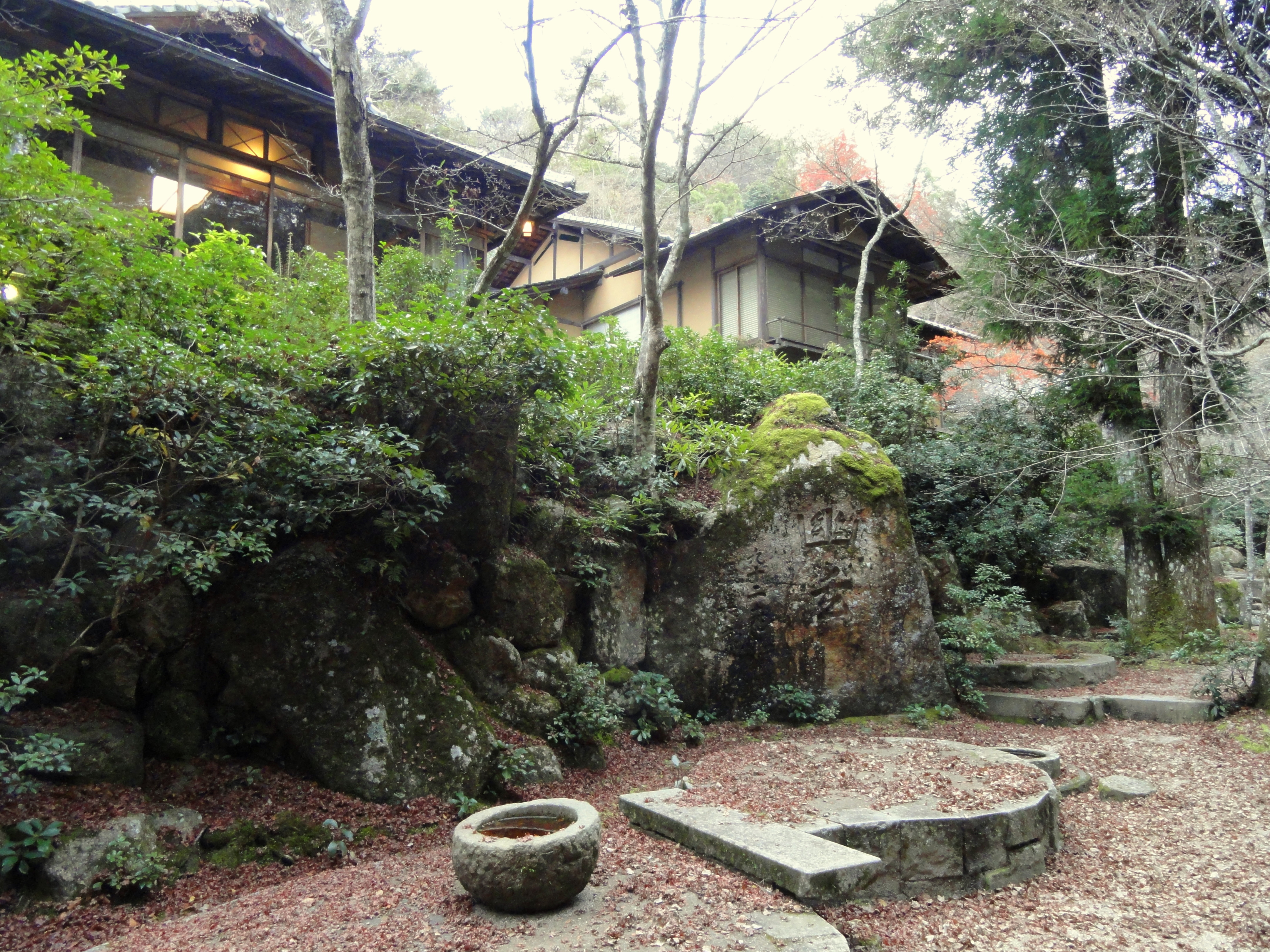
ひょうたん桟敷。元々は岩惣の川座敷があり枕崎台風災害により流出、跡地に岩惣が庭園砂防竣工記念として整備した。

| 年度 | 事業費 （千円） | 浚渫 (m3)           | 流路工 (m) | 堰堤 （基） | 床止 （基） | 人員 （人） | セメント （袋） | 備考     |
| ---- | --------------- | ------------------- | ---------- | ----------- | ----------- | ----------- | --------------- | -------- |
| 1948 | 9,150           | 16,000 防砂堤 5,421 | 250        | -           | 2           | 37,420      | 1,775           | 紅葉谷川 |
| 1949 | 12,000          | -                   | 570        | 7           | 2           | 26,265      | 4,825           | 紅葉谷川 |
| 1950 | 3,000           | 374                 | 153        | -           | 4           | 不明        | 1,090           | 白糸川   |
| 計   | 24,150          | 16,374              | 973        | 7           | 8           | -           | 7,690           |          |

### その後
紅葉谷川での砂防を機能させるにはこれだけでは足りなかった。1951年その上流側約1.3km区間に県によって通常タイプの砂防堰堤15基の工事が行われ、これで紅葉谷川すべての砂防施設整備が完了した。庭園砂防事業費は2,415万円（2018年時価で約1億3千万円）。紅葉谷公園にある説明板によると、総工事費7,933万円、うち文部省分が2,115万円。
以降紅葉谷川では土砂災害は起こっていない。何度か補修はしている。1996年世界遺産に登録される（紅葉谷川はコアゾーンにあたる）。
2005年台風14号で神社・紅葉谷川ともに被害は軽かったが、白糸川で土石流が発生、下流市街地に被害が発生した。復旧に際し文化財保護法・自然公園法など様々な法的規制や世界遺産登録を鑑み、白糸川でも紅葉谷川庭園砂防施設になぞった流れで進んだ。技術検討会が結成され「白糸川下流河道整備趣意書」を作成、「滝と清水」をテーマに、紅葉谷川の昭和に対して白糸川に平成の渓流砂防造りを目指し、砂防堰堤2基と渓流の保全が行われた。また法的規制のある急傾斜地に工事資材を運搬する手段として、登山道上に設置されたモノレールと陸自のCH-47が用いられている。

## 構造

### 紅葉谷公園内
紅葉谷川は中流付近で勾配が緩やかになり川幅が広くなるところがある。そこから河口まで庭園砂防が築造されている。もみじ橋の下流付近までの庭園砂防が紅葉谷公園内、つまり国重文指定範囲にあたる。
砂防工学的にはこの場所は遊砂池として考えられており、野面石を用いた流路工と床止工・堰堤を施している。土石流で流出し混在した大小様々な石を傷つけず割らずに組み合わせ、木を切り倒さずに造っている。急な段差で河床が削れないように低い複数の段差を石組で築造した。巨石をそのまま床止・堰堤に利用している。滝や淀みも意図して作られている。コンクリートも用いているが野面石で目隠しし石組に似せている。
変化をつけるため紅葉谷橋を挟んで下流側と上流側で別々の庭師の頭が担当し、下流が「静」上流が「動」のイメージで築造されている。下流側には岩惣があるが、下流側の庭師は既存の岩惣側の岩石との調和を図った上で構築している。上流側は特に、紅葉谷橋と奥紅葉谷橋の間を「下の岩石公園」、奥紅葉谷橋から上流側が「上の岩石公園」と呼んでおり、特に上の岩石公園は庭園風に造られている。
これに春は桜・夏は新緑・秋は紅葉が季節ごとに彩る。
ただし、本施設は近代的な砂防技術基準から外れており、単独での砂防機能には限界がある。本施設は戦後の混乱期に国・県・GHQが連携して史蹟名勝地の災害復旧として進められ、その景観を壊さず治水砂防と両立するよう幾人もの関係者が並々ならぬ決意のもと整備したことに意味がある。多くの観光客はこれが砂防工事によって作られたものであると気づかないという。公園内に整備された経緯と高浜年尾の句が刻まれた説明板がある。

### その他
下流側の御手洗川も庭園砂防にあたり、三面張の流路工で低水路が設けられ自然石の張石が施されている。これが西の松原まで続く。
上流側は一般的な砂防堰堤が2008年時点で16基ある。比較的低い小規模の堰堤を階段状にして多く施工し、土砂量の増大阻止を図るとともに巨石の転出を防いでいる。また庭園砂防の趣意と弥山頂上への登山道が並行することから、景観に配慮しコンクリート部分を石組で覆うなどの処置がとられている。白糸川の砂防堰堤でも同様の処置がとられている。

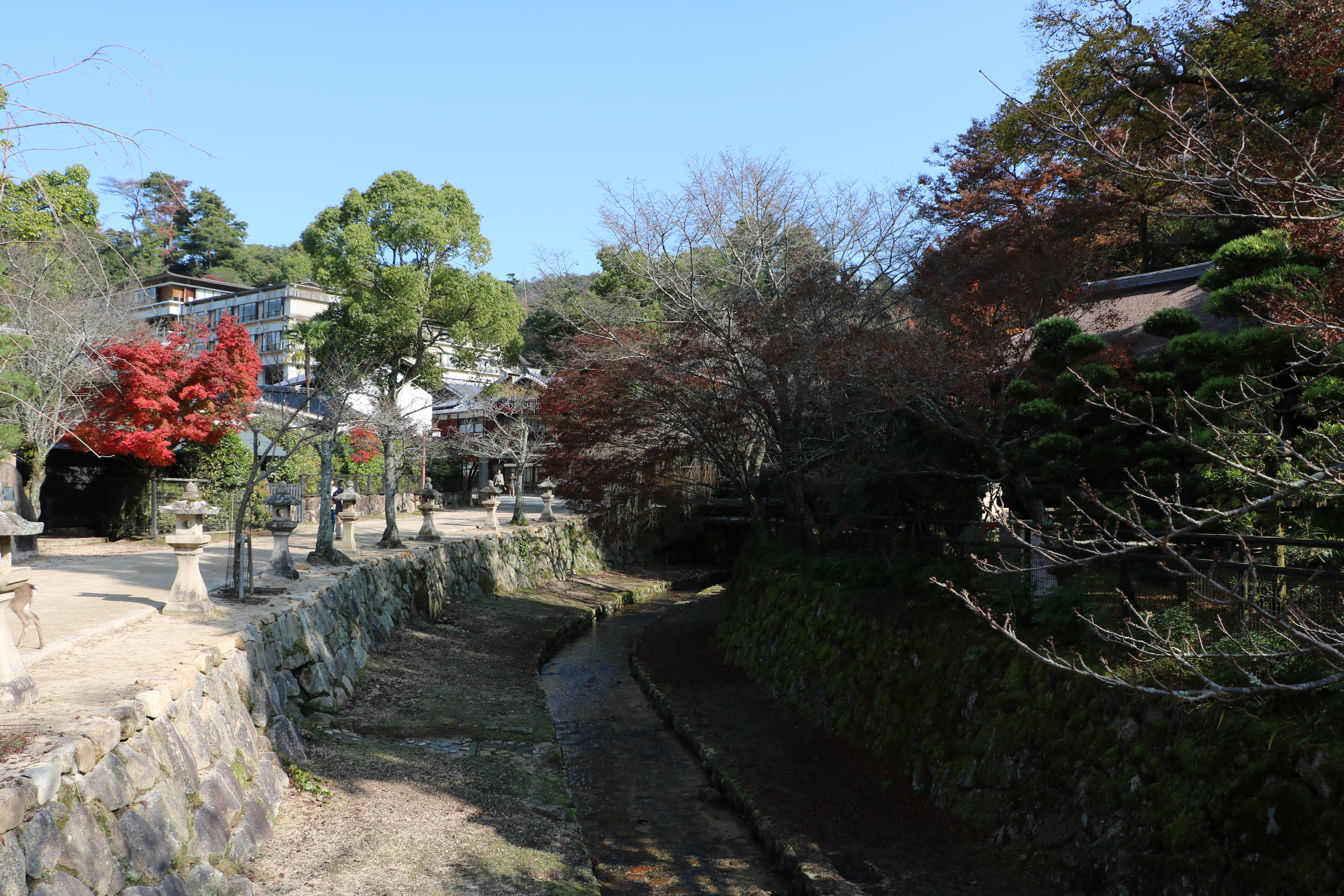
紅葉谷川。筋違橋より上流側
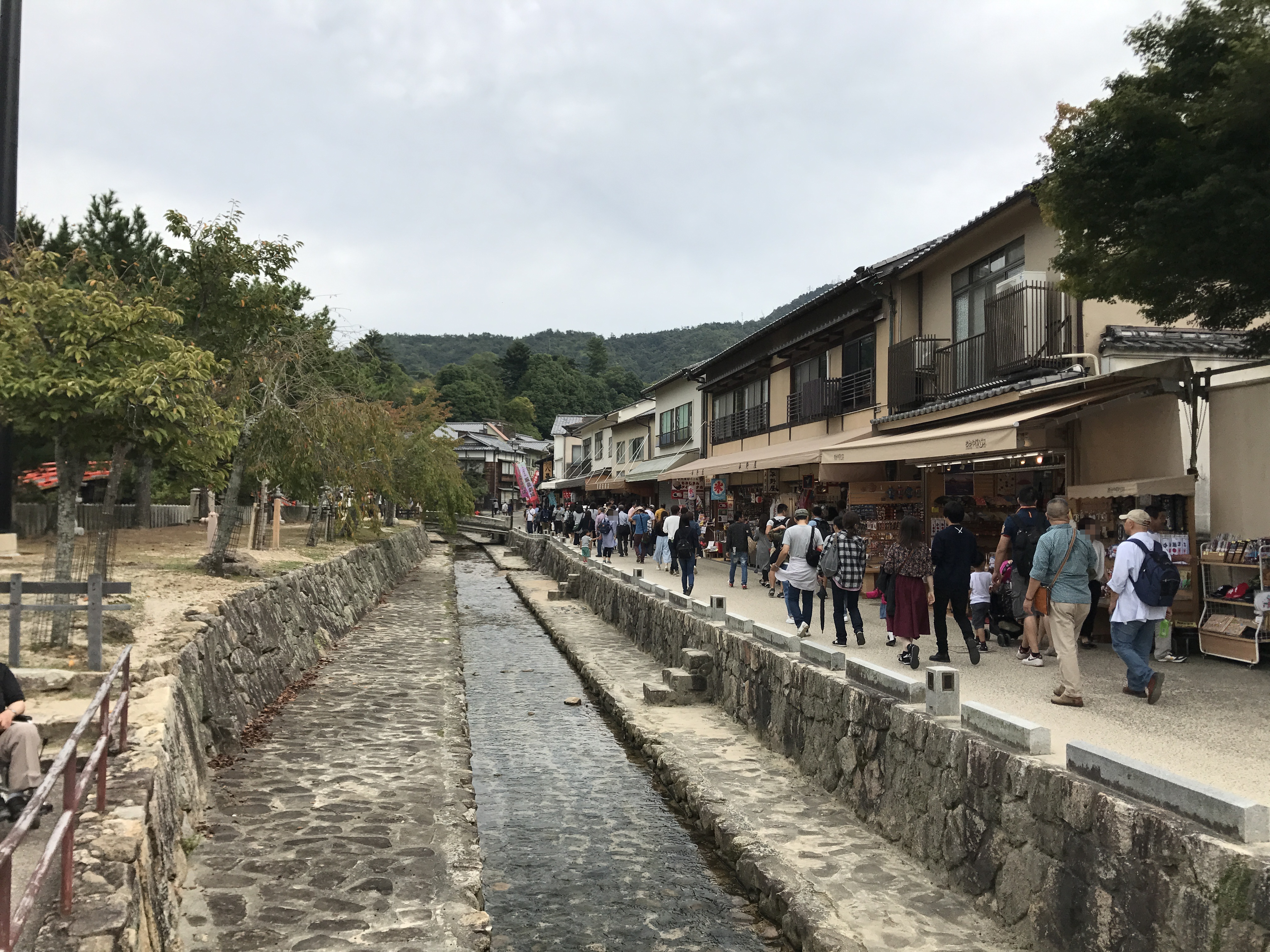
柳小路と御手洗川
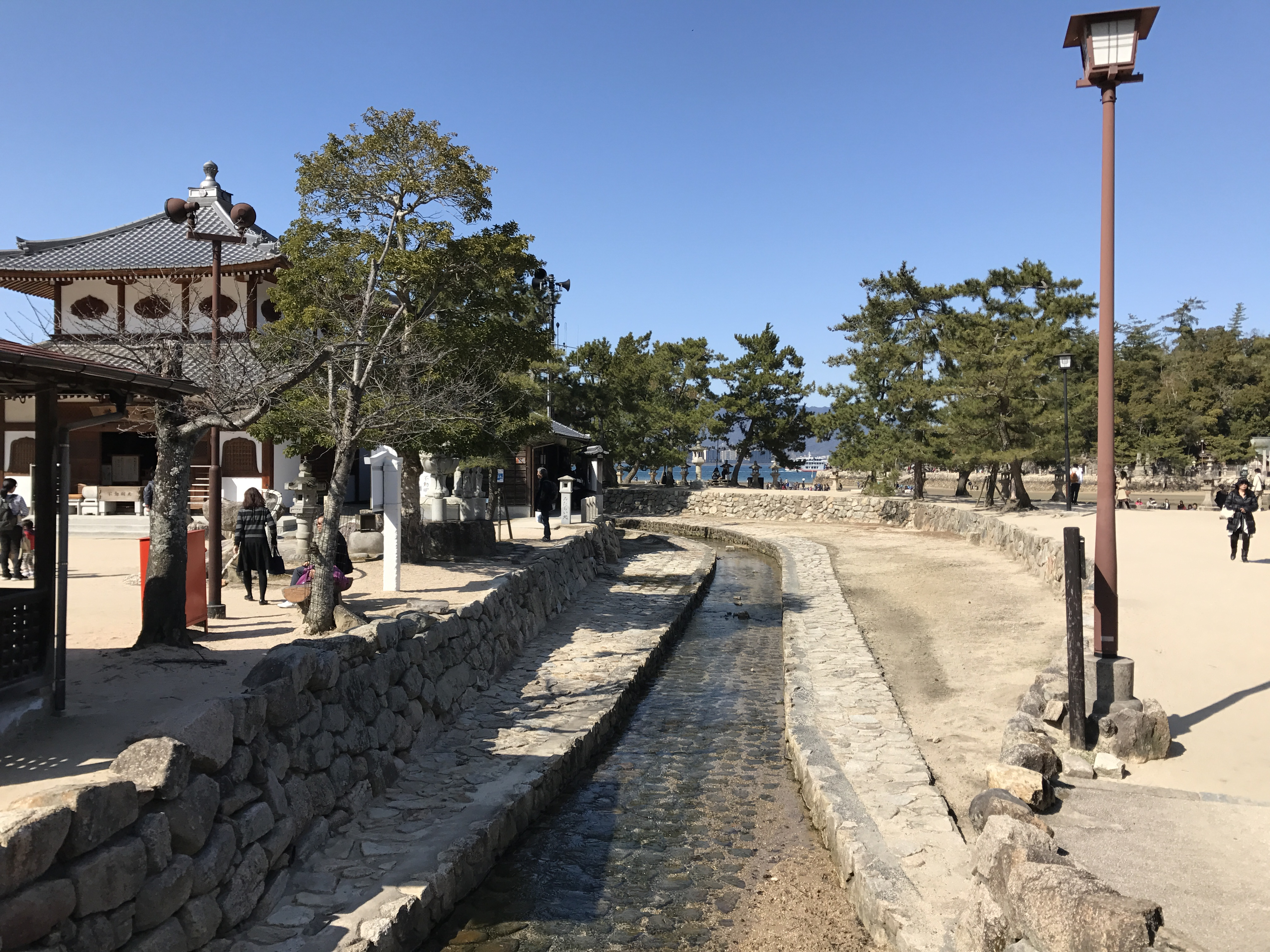
大願寺と御手洗川
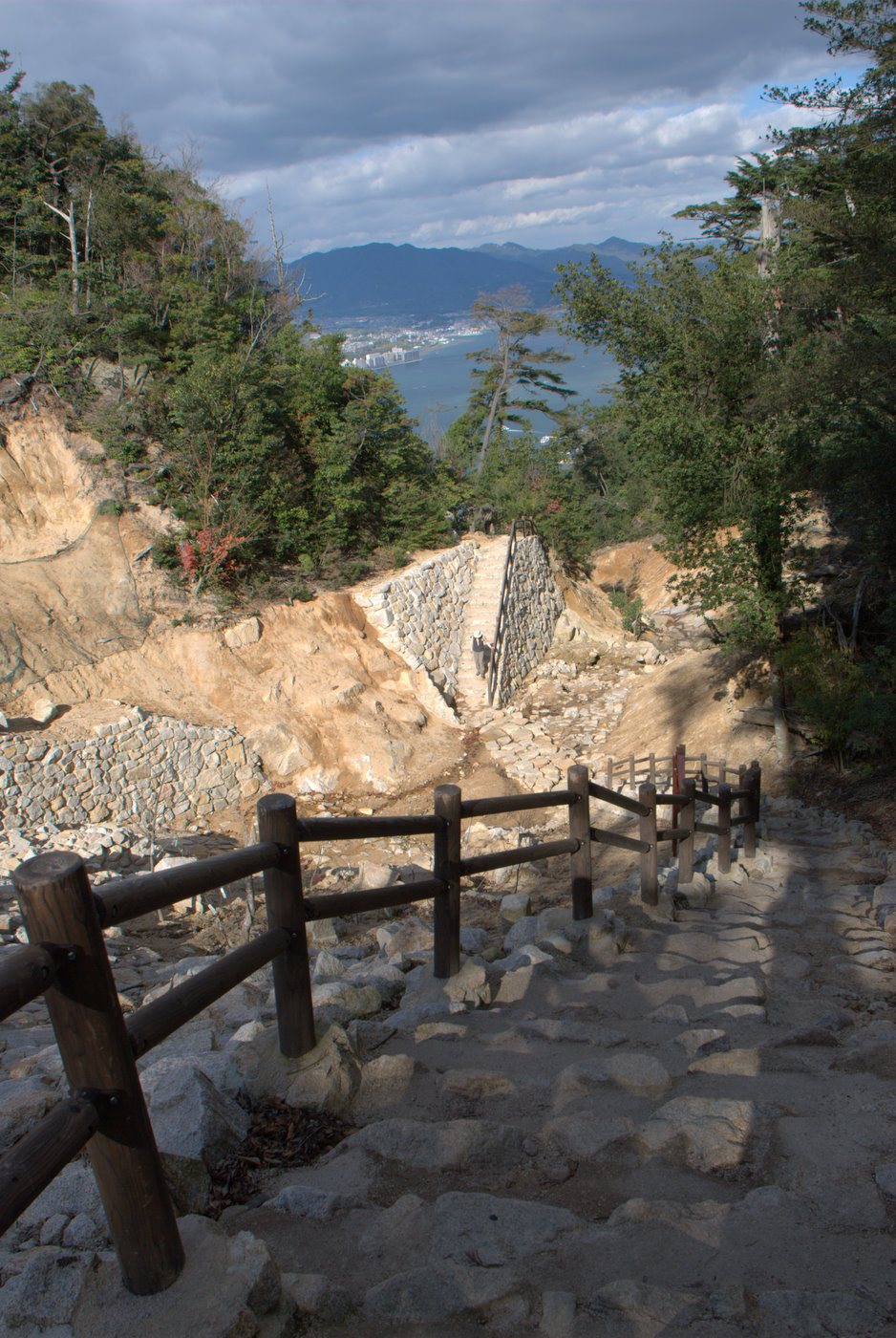
白糸川の砂防堰堤

## 交通
紅葉谷公園（国重文指定範囲）までは以下の通り。
- 宮島桟橋から徒歩10分[7]

島外から厳島への交通手段は厳島#交通アクセス参照。弥山への登山道（紅葉谷コ－スあるいは宮島ロープウェイ）が並行する。